# Lista över stadsarkitekter i Umeå
Detta är en lista över stadsarkitekter i Umeå:
- 1888–1889: Fredrik Olaus Lindström (1847–1919)
- 1935–1951: Kjell Wretling (1904–1998)
- 1952–1960: Seth Fridén (1913–1998)
- 1960–1990: Hans Åkerlind (1925– )
- 1999–2015: Olle Forsgren (1948– )
- 2016–: Tomas Strömberg (1958– )[2]